# Cera d'api
La cera d'api è una cera naturale prodotta dalle api del genere Apis.

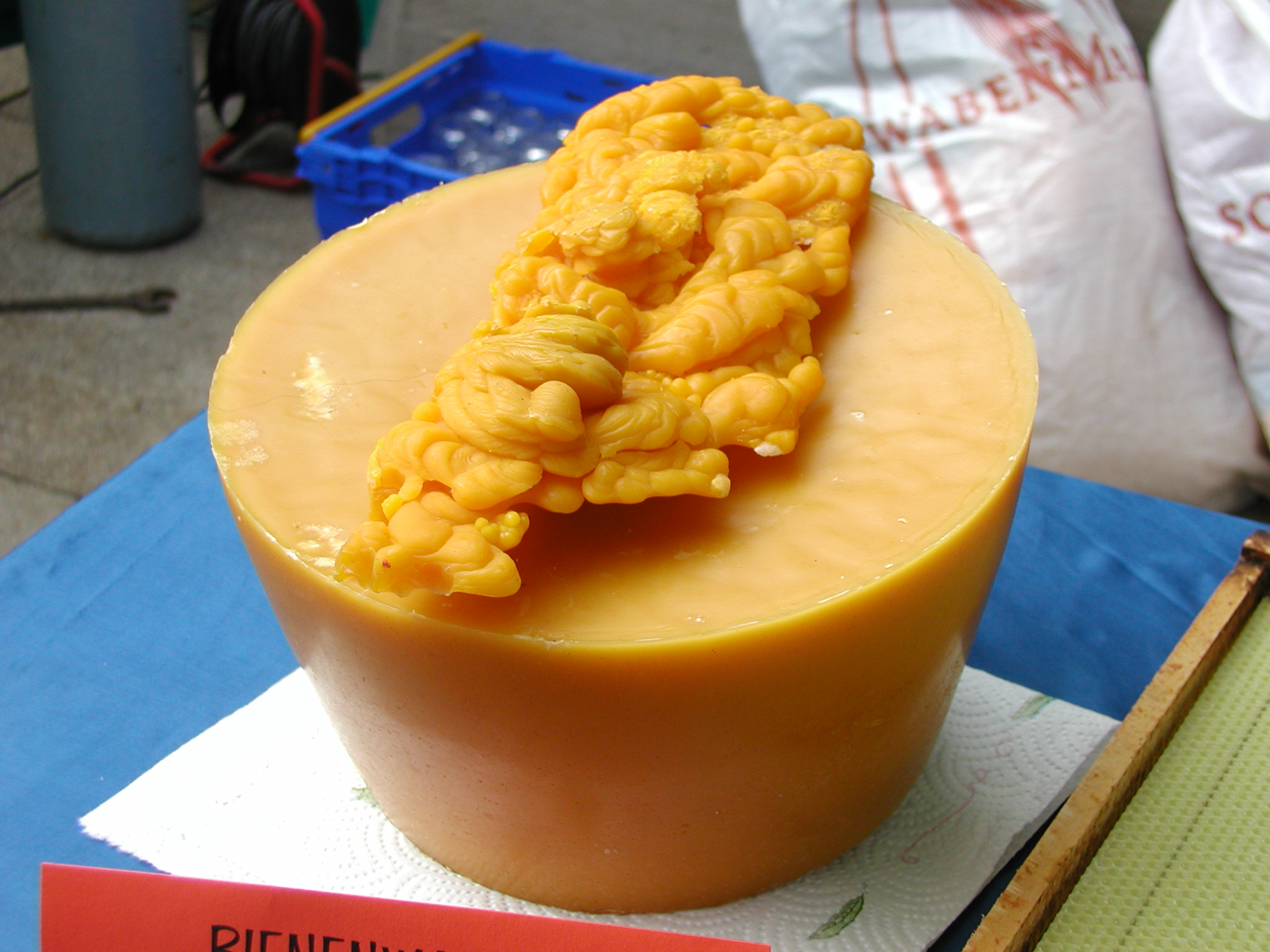
Blocco di cera

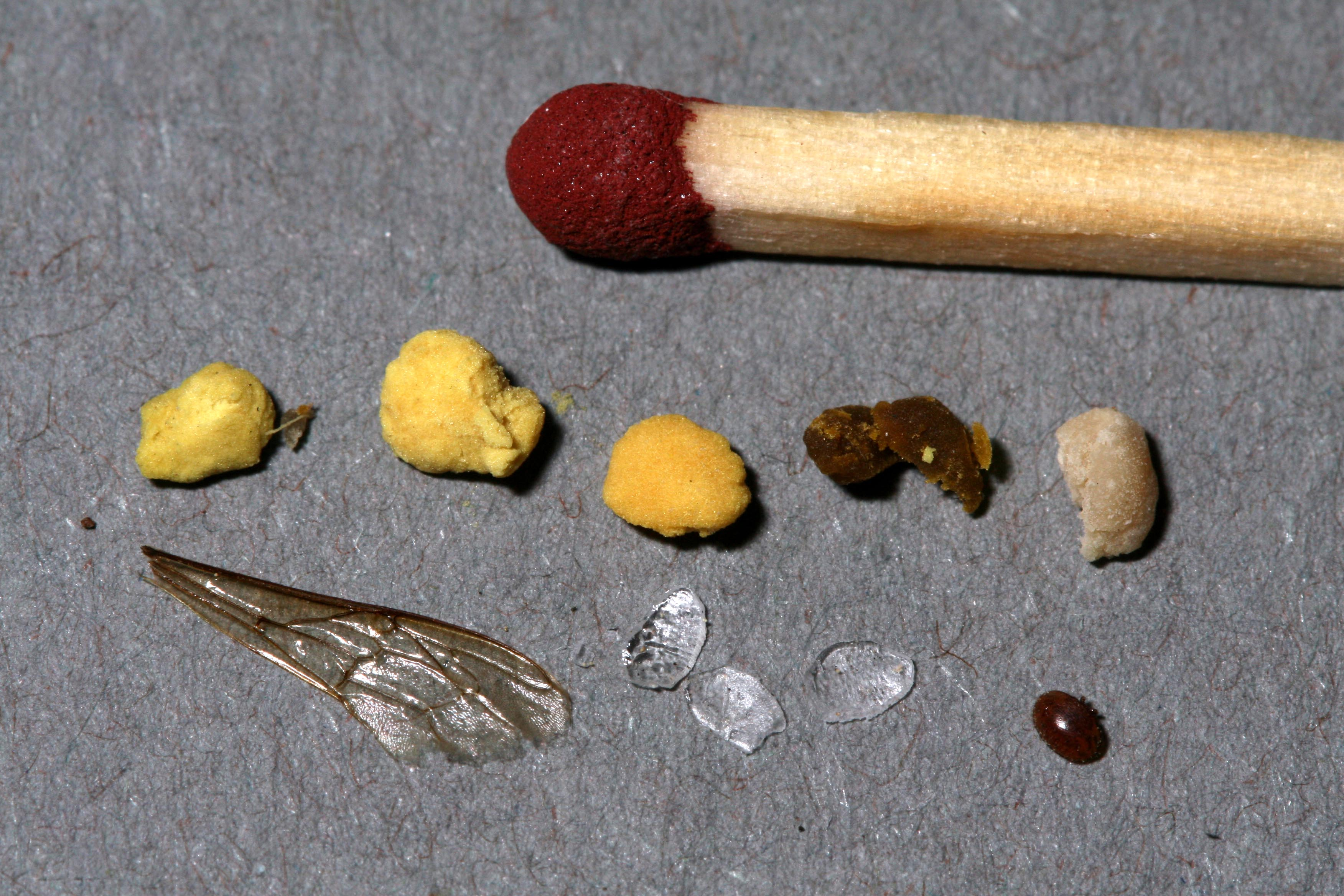
Scaglie di cera (al centro della riga in basso)

La cera è secreta dalle api di una ben determinata età in forma di sottili scaglie. Le scaglie sono prodotte dalle api operaie, di età compresa tra i 12 e i 17 giorni, mediante otto ghiandole situate nella parte ventrale dell'addome, per la precisione sui lati interni degli sterniti (le protezioni ventrali presenti in ogni segmento del corpo). La cera è prodotta nei segmenti addominali dal 4° al 7°. La dimensione di queste ghiandole dipende dall'età dell'operaia.
Le api mellifere utilizzano la cera da esse generata per costruire le celle esagonali del loro favo, dove vengono cresciute le larve e depositati miele e polline. Affinché le ghiandole possano secernere la cera, la temperatura dell'alveare deve essere compresa tra 33 °C e 36 °C e le api devono consumare una quantità di miele di circa 8-10 volte superiore il peso della cera. Si stima che le api volino per 530000 km per raccogliere 1 kg di polline. Quando gli apicoltori vanno ad estrarre il miele, disopercolano ogni cella, cioè ne recidono la copertura. Essa può avere un colore variabile dal giallognolo al brunastro, a seconda della purezza e del tipo di fiore "visitato" dalle api. La cera dei favi di covata tende ad essere più scura di quella proveniente dai favi di miele, dal momento che le impurezze vi si accumulano più velocemente. A causa di tali impurità, la cera dev'essere trattata prima di qualsiasi utilizzo: lo scarto che ne deriva si chiama feccia della cera. La cera dei favi da melario che non vengono utilizzati per le covate rimane di colore chiaro.
La cera ottenuta dalla sola fusione con acqua calda e senza aggiunta di altre sostanze assume il nome di "cera vergine". Mantiene un leggero e gradevole odore aromatico, è facilmente modellabile alla temperatura indotta dal semplice calore della mano.
La cera può essere ulteriormente purificata mediante riscaldamento in acqua e utilizzata per costruire candele, lubrificare cassetti e finestre, o lucidare il legno. Come le cere derivate dal petrolio, può essere ammorbidita diluendola con olio vegetale per renderla più malleabile a temperatura ambiente, per cui può essere utilizzata nella realizzazione di modelli per sculture e gioielli da utilizzare nel processo di fusione a cera persa.

## Caratteristiche chimico-fisiche
È una cera robusta formata da una mistura di diversi composti, tra i quali: idrocarburi 14%, monoesteri 35%, diesteri 14%, triesteri 3%, idrossi monoesteri 4%, idrossi poliesteri 8%, esteri acidi 1%, poliesteri acidi 2%, acidi liberi 12%, alcoli liberi 1%, non identificati 6%.
Le componenti principali della cera d'api sono palmitati, acido palmitico, idrossipalmitati e esteri oleati formati da lunghe catene (30-32 atomi di carbonio) di alcoli alifatici, con un rapporto di 6:1 tra i due componenti principali triacontanilpalmitato (palmitato di miricile) CH3(CH2)29O-CO-(CH2)14CH3 e acido cerotico CH3(CH2)24COOH.
La cera d'api ha un alto punto di fusione, compreso tra 62 °C e 64 °C. Non raggiunge l'ebollizione in aria, ma continua a riscaldarsi fino ad infiammarsi a circa 120 °C. Se la cera d'api viene riscaldata fino ad una temperatura superiore agli 85 °C, si scolora. La densità a 15 °C varia tra 0,958 e 0,970 g/cm³.
La cera d'api si può classificare in due grandi categorie: tipo europeo e tipo orientale. Il numero di saponificazione è 3-5 per il tipo europeo e 8-9 per il tipo orientale.
L'idrossi ottacosanil idrossistearato e la cera giapponese possono essere usati al posto della cera d'api come correttori di densità e stabilizzatori di emulsione.

## Utilizzi
La cera d'api è usata in commercio per creare eleganti candele, cosmetici e prodotti farmaceutici (tra cui la cera ossea), per lucidare materiali (soprattutto scarpe), come componente delle cere modellanti e in vari altri prodotti come per la preparazione di encaustico (miscela di cere) per la lucidatura dei mobili. Viene comunemente usata durante l'assemblaggio dei tavoli da biliardo per riempire i fori delle viti e le scanalature tra le ardesie. Le candele di cera d'api sono le preferite di molte chiese ortodosse orientali perché bruciano in modo pulito, con gocciolamento pressoché assente lungo le superfici verticali e un fumo poco visibile. La cera d'api è anche il materiale (o per lo meno una significativa parte del materiale) prescritto per la creazione delle candele pasquali ed è raccomandato per altre candele usate nella liturgia della Chiesa Romana Cattolica.
La cera d'api può essere usata per fare delle saponette, con l'aggiunta di olio d'oliva.
La cera d'api viene inoltre utilizzata come rivestimento dei formaggi, per proteggerli durante la stagionatura. Mentre alcuni formaggiai l'hanno sostituita con la plastica, molti la usano ancora per evitare che il formaggio raccolga sapori sgradevoli dalla plastica. Come additivo alimentare la cera d'api è conosciuta come E901 (agente lucidante).
Le caratteristiche di combustione delle candele di cera d'api differiscono da quelle della paraffina. Una candela di cera d'api ha un colore più "caldo", più giallo di quello della paraffina, e il colore della fiamma può variare a seconda della stagione in cui la cera è stata raccolta.
La cera d'api è impiegata, sciolta in essenza di trementina, insieme ad altre cere come per esempio la cera carnauba, nella lucidatura dei mobili. La miscela di due o più cere sciolte in essenza di trementina viene chiamata encaustico. 
La cera d'api è inoltre un ingrediente della cera per baffi, così come della cera per dreadlock, e venne usata nella fabbricazione dei cilindri usati nei primi fonografi.
Parzialmente saponificata, diventa la cosiddetta cera punica, usata nella pittura a encausto.
Fonte: Characterization of Fine Particle Emissions from Burning Church Candles Environmental Science Technology, 33 (14), 2352-2362, 1999 Data di pubblicazione nel Web: 4 giugno 1999.

## Utilizzi storici
La cera d'api viene usata sin dall'antichità; ne sono state rinvenute tracce nei dipinti della grotta di Lascaux e nelle mummie Egizie. Gli Egizi la utilizzavano anche nella costruzione delle navi. Nel periodo Romano la cera d'api serviva per isolare dall'acqua i dipinti murali e costituiva uno dei materiali realizzativi dei ritratti delle mummie di Fayum (con la tecnica dell'encausto). Nel Medioevo era considerata di valore sufficiente per diventare una forma di valuta. Più recentemente ha trovato uso come materiale modellante, come componente della cera sigillante e dei cosmetici. La cera d'api è anche il materiale tradizionale con cui vengono costruiti i bocchini dei didgeridoo e i tasti dei kutiyapi filippini (un tipo di liuto).